# Tesserodon tenebroides
Tesserodon tenebroides là một loài bọ cánh cứng trong họ Bọ hung (Scarabaeidae).